# Winkels (Bad Kissingen)
Winkels ist ein Gemeindeteil der Großen Kreisstadt Bad Kissingen im unterfränkischen Landkreis Bad Kissingen in Bayern.

## Geographische Lage
Das Kirchdorf Winkels liegt am Ostrand von Bad Kissingen zwischen dem südlich von Winkels gelegenen Osterberg und dem nördlich gelegenen Sinnberg und dem Götzenberg (ebenfalls nördlich gelegen).
Winkels liegt an der Bundesstraße 287, die nach dem Winkelser Ortsausgang durch die Nachbargemeinde Nüdlingen führt und in die Bundesstraße 19 Richtung Münnerstadt mündet.

## Geschichte

### Anfänge
Die erste Erwähnung von Winkels, das bis zu seiner Eingemeindung nach Bad Kissingen am 1. Juli 1972 eine eigenständige Gemeinde war, datiert auf das Jahr 1247, als Hermann Graf von Henneberg den Ort dem Kloster Frauenroth überschrieb. Der ausgehandelte Preis von 24 Silberstücken lässt vermuten, dass Winckels damals eine kleine Ansiedlung war. Im Jahr 1804 berichtete das Hof- und Gütterbuch der Gemeinde, dass der Ort von Bad Kissingen im Lauf des 13. Jahrhunderts wegversetzt wurde; möglicherweise spielte dabei auch die Befestigung Kissingens mit Stadtmauern eine Rolle, um Kissingen im Kriegsfall freie Sicht und freies Schussfeld zu verschaffen.
Im Dritten Reich erforschten Anton Englert und Schulrat A. W. Nikola den Ursprung des Ortsnamens und vermuteten, dass der Gründer ein Adeliger war: „Der Gründer von Winkels, wahrscheinlich ein Adeliger, hieß Winki“. Sie sahen sich in ihrer Annahme in den Namensherleitungen der damaligen Dörfer und jetzigen Bad Kissinger Stadtteile Arnshausen (von Arn), Garitz (von Gaganhart), und Reiterswiesen (von Ritan) bestätigt. Der Heimatforscher Edi Hahn konnte jedoch keine Belege für die Existenz eines Adeligen namens Winki finden; seiner Meinung nach stammt der Name eher davon, dass sich die Ansiedlung der ersten Winkelser Häuser in einem Winkel nahe Kissingen befand. Edi Hahn sieht seinen Standpunkt in der nahezu gleich gebliebenen Schreibweise des Ortsnamens über die Jahrhunderte bestätigt: Winckels (1247; erste urkundliche Erwähnung), Winkels (1272 und 1351), Zum Winckels (1576), Wingelas (1609), Winkel (1611), Winckless (1700), Winkles und Winckhless (1716) und Winckels (1837).

### Mittelalter
Im Jahr 1247 überträgt den ihm lehenspflichtigen Ort „Winckels“ dem Kloster Frauenroth für 24 Silberstücke. In der Urkunde ist geregelt, dass er den Ort bei Rückzahlung der 24 Gulden zurückerhält. Die Höhe des Betrages lässt darauf schließen, dass es sich bei „Winckels“ eher um eine kleine Ansiedlung handelte. Vieles spricht dafür, dass der Ort zu der Zeit näher an Kissingen lag als heute.
Im Jahre 1308 litt Kissingen bei einem Konflikt zwischen Bischof Andreas von Gundelfingen und Berthold von Henneberg unter Zerstörungen; Winkels wurde möglicherweise ebenfalls in Mitleidenschaft gezogen. Es folgte eine Neuansiedlung des Ortes, bei der die Kriterien Wasser, Ackerland und geschützte Lage eine Rolle spielten.
Im Jahr 1350 fiel ein Drittel der Winkelser Bevölkerung der Pestepidemie zum Opfer; bei einer weiteren Pestepidemie 1568 starben 67 von etwa 120 Winkelser Einwohnern.
Herzog Swantibor III. aus Pommern, dessen Gattin Anna im Jahr 1374 von ihren Eltern das Amt Kissingen mit Winkels geerbt hatte, verkaufte es 1394 an das Hochstift Würzburg. Fürstbischof Julius Echter von Mespelbrunn erklärte 1588 Winkels zum Filialdorf der Pfarrei Kissingen; dies hat bis heute Bestand.
Im Jahr 1446 entstand an der heutigen Kapellenstraße mit der Marienkapelle eine Kirche zwischen Winkels und Kissingen, die von den Einwohnern von Winkels bis zur Einweihung einer eigenen Winkelser Kirche am 25. April 1937 als Gotteshaus genutzt wurde.

### Winkels zu Beginn der Neuzeit

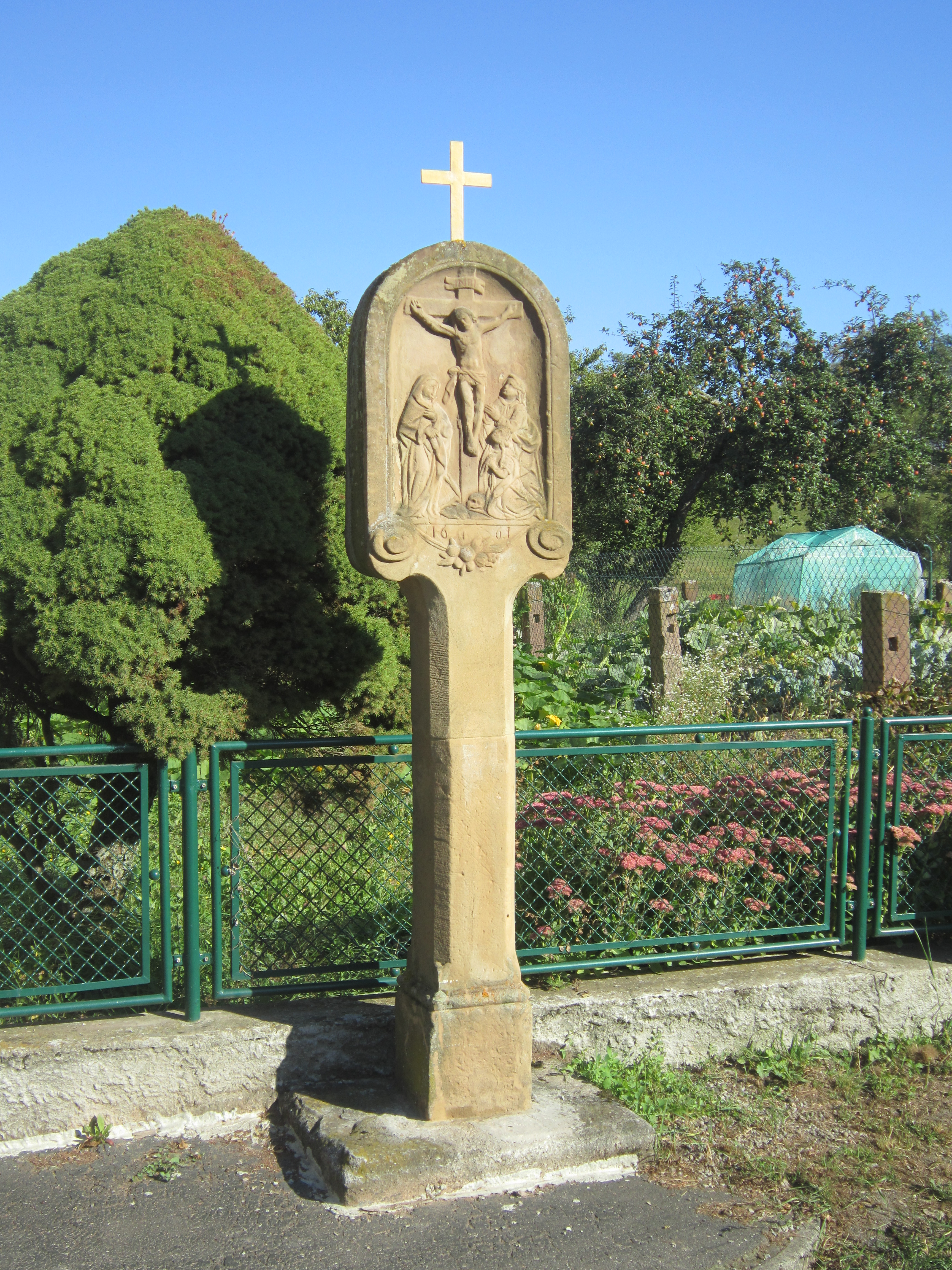
Bildstock Vor Holzweg Nr. 3

Aus dem Jahr 1661 datiert eine Marter am Winkelser Ortsrand, an deren Stelle der Kissinger Pfarrer bei Beerdigungen von Winkelser Einwohnern den Trauerzug übernahm. Einen eigenen Friedhof bekam Winkels erst im Jahre 1848.
Während um 1800 viele Dörfer der Umgebung von den einfallenden Franzosen unter General Jean-Baptiste Jourdan verwüstet und die Bauern gezwungen wurden, die Eindringlinge mit Nahrung zu versorgen, blieb Winkels, möglicherweise wegen seiner versteckten Lage, verschont.
Im Jahr 1802 verzeichnete Winkels 37 Häuser und 128 Einwohner und war nach dem Geographischen Statistisch-Topographischen Lexikon von Franken ein „würzburgisches Dörfchen im Amte Kissingen“.

### Bayerisches Königreich
Im Jahr 1833 wurde der Beschluss zum Bau einer Schule in Winkels gefasst; der Kostenvoranschlag lautete auf 1599,33 Gulden.
Um der Winkelser Gemeinde Belastungen durch Armenversorgung zu ersparen, sollten am 21. August 1845 erlassene Bestimmungen sicherstellen, dass jeder, der nach Winkels zieht, sich selbst versorgen kann.
In das Jahr 1848 fällt die Anlage des Winkelser Friedhofes. Die dort befindliche Kreuzigungsgruppe ist jedoch nicht, wie bisher angenommen, um 1900 entstanden, sondern wurde nach den Erkenntnissen von Kreisheimatpfleger Werner Eberth bereits 1878 von Bildhauer Valentin Weidner gefertigt. Ein im Juli 2012 aufgetauchtes Inserat der Gemeinde Winkels weist die Urheberschaft Valentin Weidners, die von Eberth auf Grund des Stiles der Kreuzigungsgruppe bereits vermutet worden war, aber durch das Fehlen einer Signatur als unsicher galt.

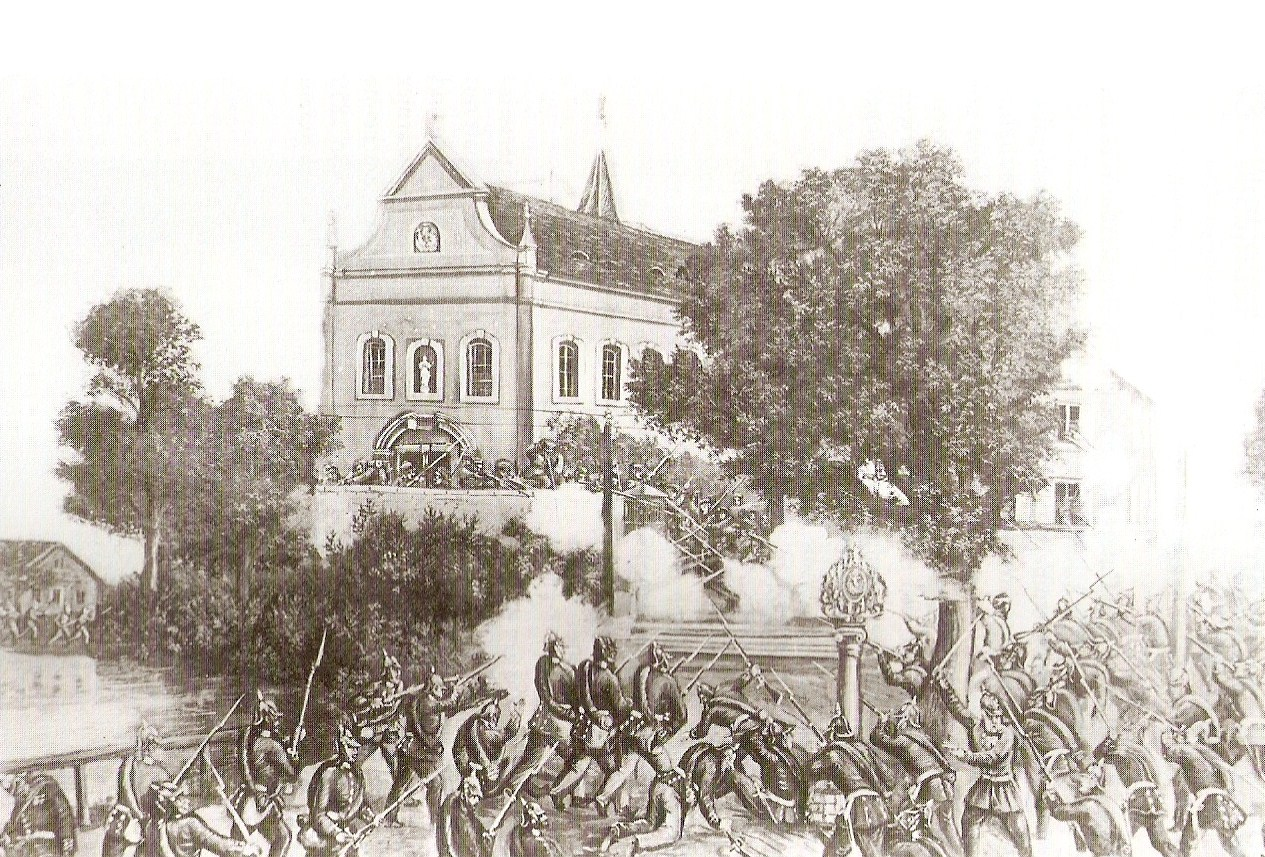
Die „Schlacht bei Kissingen“ auf einer zeitgenössischen Postkarte

Im Deutschen Krieg von 1866 marschierten im Rahmen der Schlacht bei Kissingen preußische Truppen durch Kissingen über den Kissinger Kapellenfriedhof in Richtung Winkels. In Winkels formierten sich die Truppen der Generäle von Feder, von Schuhmacher, Ludwig von der Tann-Rathsamhausen und Oskar von Zoller zur Abwehr des preußischen Angriffs.
Nach dem Krieg besuchte die bayerische Königin Marie Friederike von Preußen am 22. September 1866 die Lazarette und Kriegsschauplätze in Kissingen und zeigte sich als Nichte des preußischen Königs Friedrich Wilhelm III. sowie Cousine der Brüder und Könige Friedrich Wilhelm IV. und Wilhelm I. gleichermaßen betroffen vom Schicksal der preußischen Opfer. Im Winter 1866 reiste König Ludwig II. durch das kriegsgeschädigte Bayern; eine Medaille mit dem Porträt des Königs auf der Vorderseite und der Gravur Winkels auf der Rückseite erinnert daran, dass er auch Station in Winkels machte.
Viele Gräber der insgesamt etwa 100 Opfer auf beiden Seiten erinnern auf dem Sinnberg, dem Osterberg und der Winterleite an die Kämpfe, denen General von Zoller, Major Graf Ysenburg und der Kommandeur des Füselier-Bataillons, Major August Rohdewald, zum Opfer fielen; zu ihren Ehren wurden die Statue der trauernden Germania in der Kapellenstraße, Denkmäler an der Ysenburg-Promenade und im Kapellenfriedhof sowie – initiiert von Königin Marie Friederike – der Zoller-Gedenkstein in der Münnerstädter Straße errichtet.

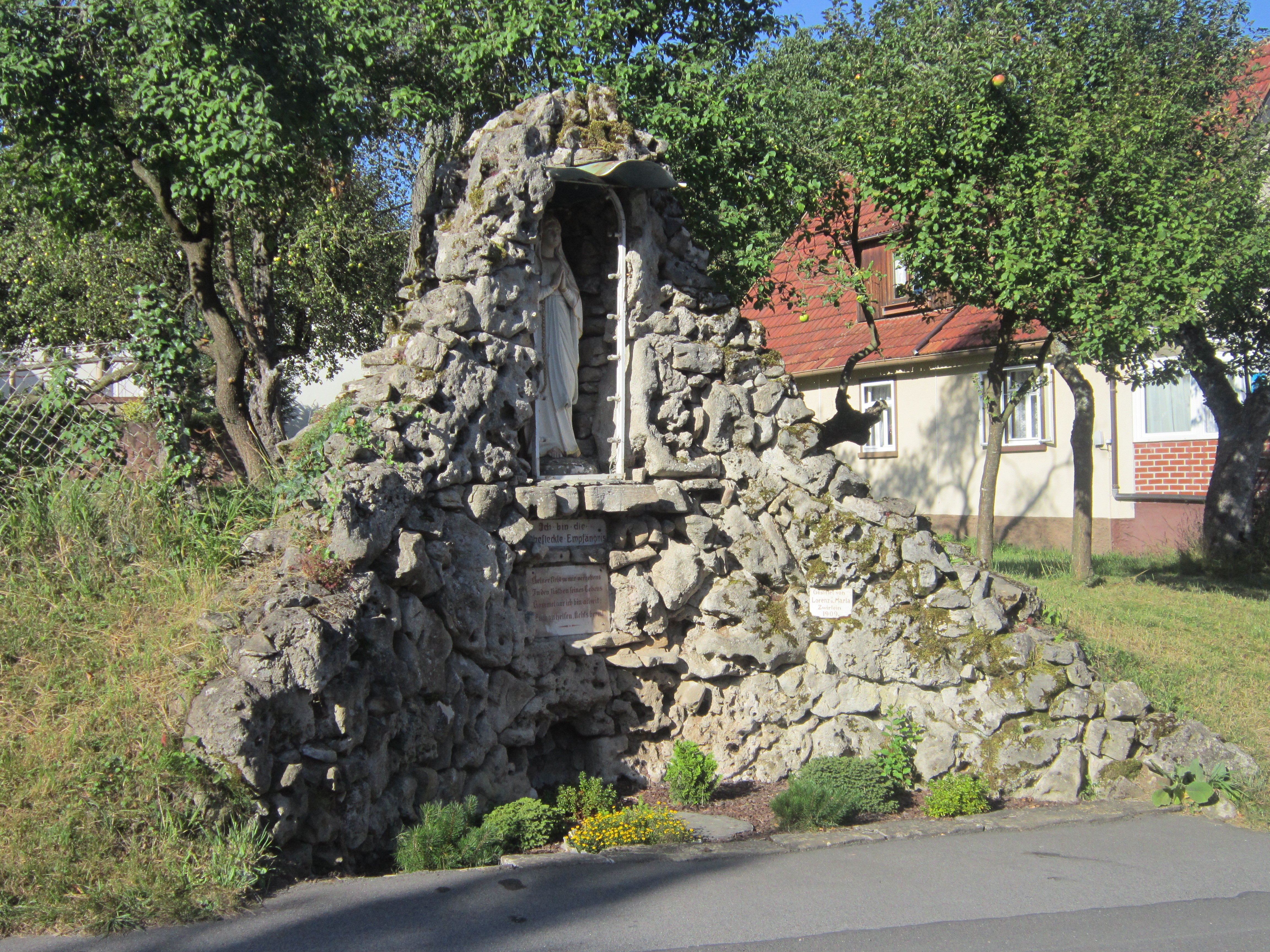
Lourdes-Grotte

Im Deutsch-Französischen Krieg von 1870/71 starben auf dem Schlachtfeld mit Josef Beck und Josef Pflöschner zwei Männer aus Winkels. Von den Geldzahlungen, die Kaiser Wilhelm I. im Rahmen des Kaiserbriefes an Bayern leistete, profitierte Winkels nicht.
Im Oktober 1880 bildete sich in Winkels eine Freiwillige Feuerwehr. Ihren ersten Einsatz hatte sie am 5. Februar 1882, als das Stadthaus, die heutige Staatliche Berufsschule, in Brand geriet.
Am 21. Juli 1908 wurde der Turnverein Vater Jahn gegründet; seine Aktivitäten kamen 1936 durch die Nationalsozialisten für zehn Jahre zum Erliegen.
Im Jahr 1909 entstand an der Straße zwischen dem Winkelser Friedhof und der später (im Jahr 1937) errichteten St.-Bonifatius-Kirche eine vom Ehepaar Lorenz und Maria Zwirlein gestiftete Lourdes-Grotte. Am 19. März 1908 (Josefstag) hatte sich Lorenz Zwirlein das Bein gebrochen und gemeinsam mit seiner Ehefrau gelobt, im Falle seiner Genesung bis zur Frühlingsaussaat auf seinem Grundstück eine Lourdes-Grotte zu stiften. Später übernahmen Hermann und Reinhilde Zwirlein, die Kinder des Stifter-Ehepaares, die Pflege der Grotte.

### Erster Weltkrieg und Weimarer Republik
Laut der 1933 erstellten Ehren-Chronik der Gemeinde für den Ersten Weltkrieg starben auf dem Schlachtfeld 14 Männer aus Winkels; 28-mal wurde das EK II verliehen.
Laut einem Rundschreiben vom 24. November 1922 machte „die unaufhaltsam fortschreitende Teuerung es notwendig [...], für die Rentenempfänger der Invaliden- und Angestelltenversicherung außerordentliche Notstandsmaßnahmen zu treffen“. Da im Lauf der Jahre die finanziellen Möglichkeiten der Gemeinde nicht ausreichten, um den Anträgen um Wohlfahrtsunterstützung gerecht zu werden, baten im Jahr 1932 die Antragsteller den Geistlichen Rat Albert Susann aus Bad Kissingen um Hilfe; doch auch dessen Möglichkeiten waren begrenzt.

### Nationalsozialismus und Zweiter Weltkrieg

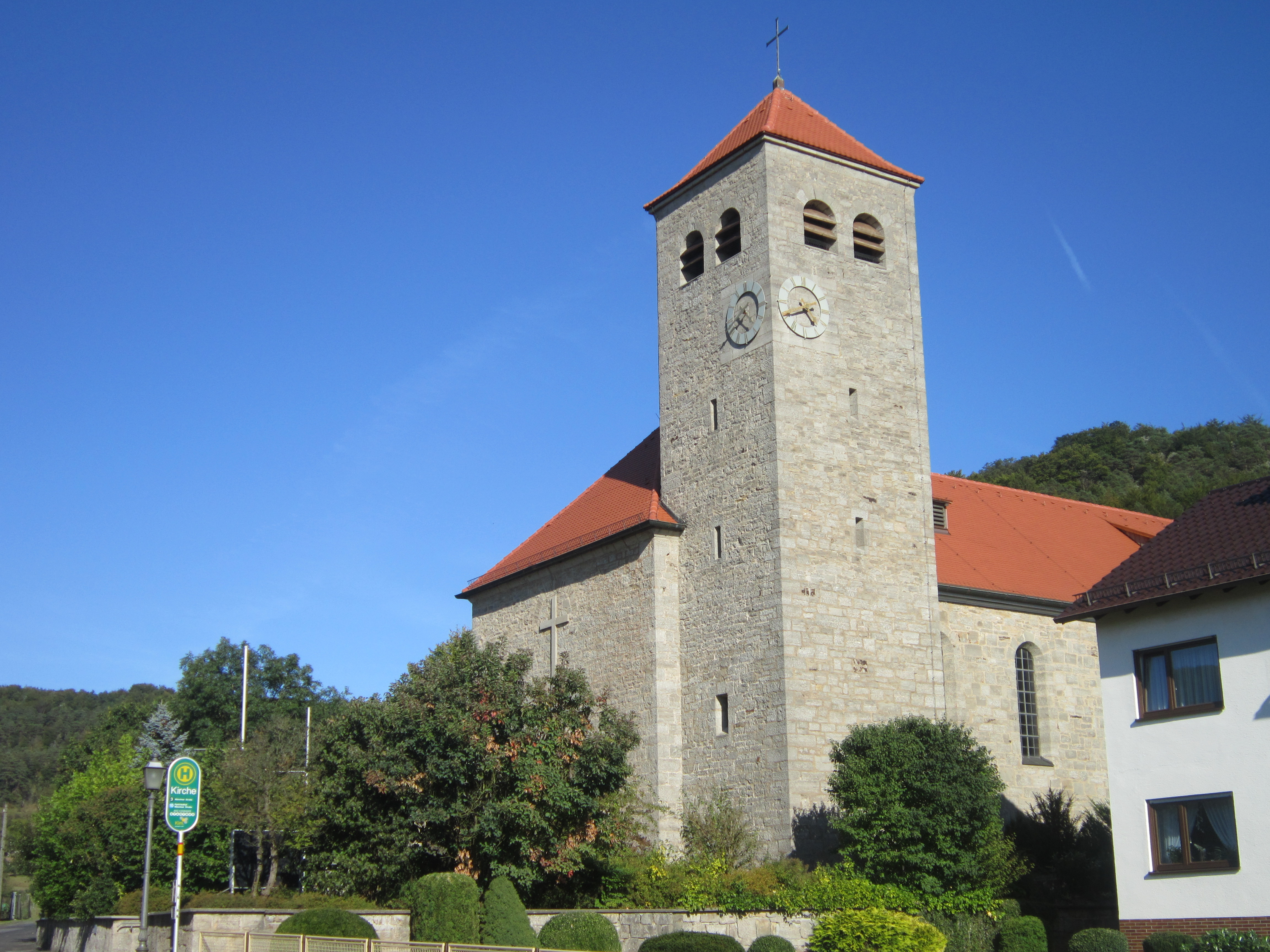
Die St.–Bonifatius-Kirche

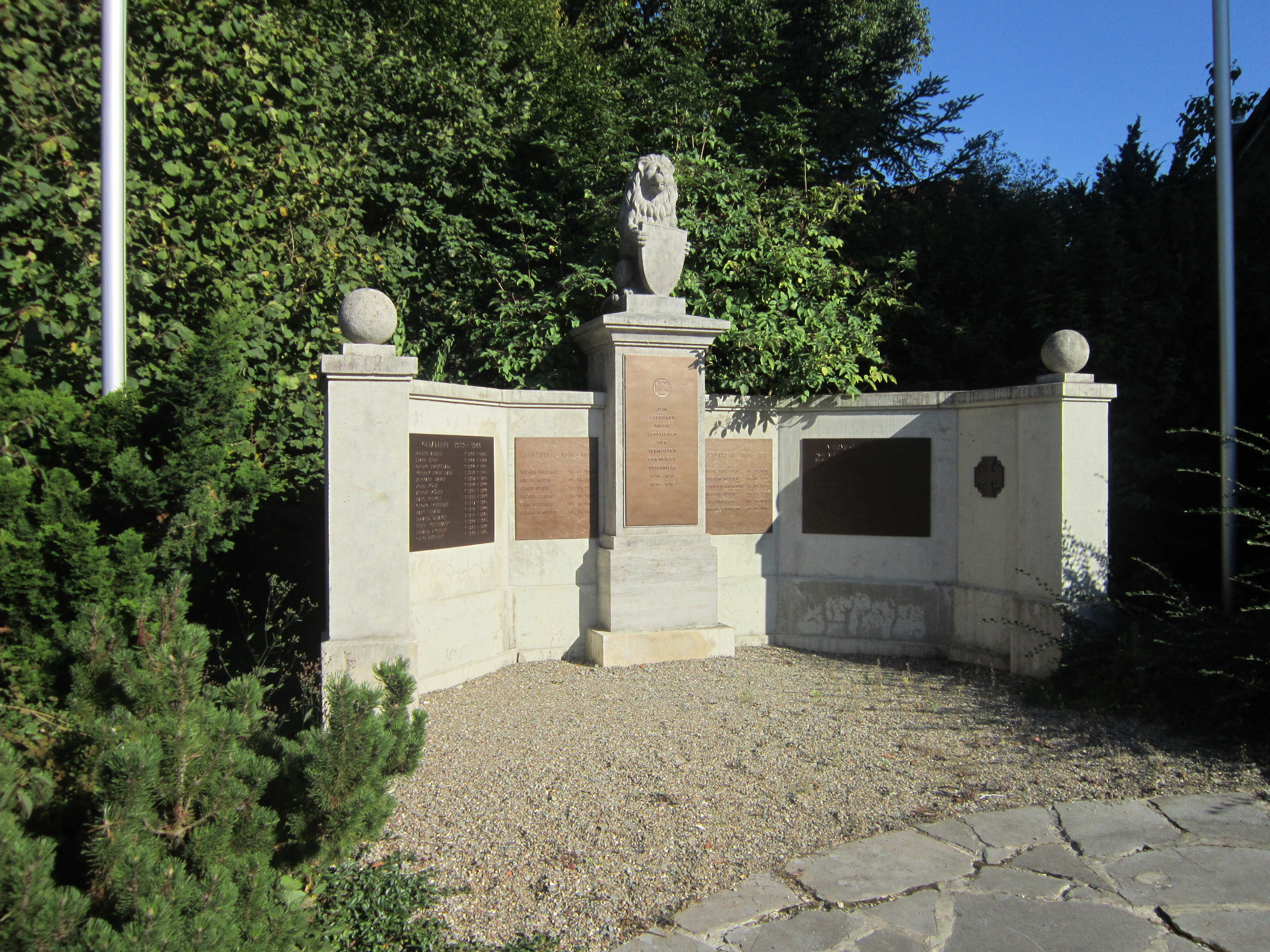
Denkmal für die Opfer beider Weltkriege

In Auswirkung der Ermächtigungsgesetze wurde am 24. März 1933 der aus Bad Kissingen stammende und in Winkels wohnhafte jüdische Textilkaufmann Julius Neumann wegen marxistischer und kommunistischer Umtriebe inhaftiert. Trotz erwiesener Unschuld wurde er am 24. September 1940 erneut verhaftet, zu Kanalreinigung und Straßenkehren verurteilt; seine Spinnstoffwaren wurden beschlagnahmt. Am 24. April 1942 wurde Neumann mit anderen jüdischen Bürgern Bad Kissingens nach Würzburg und später im dritten Deportationszug der Würzburger Gestapo ins Ghetto Izbica bei Lublin deportiert. Am 30. Juni 1942 wurde beim Amtsgericht Bad Kissingen in den Bad Kissinger Einwohnermeldeakten sein Sterbedatum selben Datums vermerkt.
Im September 1934 errichtete das Bezirksamt Kissingen in Winkels eine Poststelle, die an das Fernsprechnetz angeschlossen wurde; zugleich sollte eine Landkraftpostverbindung eröffnet werden.
Ab 1. Januar 1936 durften keine arischen Frauen unter 45 Jahren bei jüdischen Arbeitgebern beschäftigt werden; durch dieses Verbot verloren auch viele junge Frauen aus Winkels ihre Arbeit. Die Kriegsvorbereitungen erreichten Winkels, als am 31. März 1939 die Winkelser Wehrpflichtigen der Jahrgänge 1906 und 1907 gemustert wurden. Anfang 1940 begann der Erlass von Bestimmungen zu Regulierung des Konsums von Nahrungsmitteln und Gebrauchsgütern in Winkels.
Am 12. Dezember 1937 wird nach Gründung eines Kirchenbauvereins im Jahr 1935 sowie nach zweijähriger Bauzeit die St.–Bonifatius–Kirche eingeweiht.
Im Jahr 1940 musste Bürgermeister Hermann Albert auf Anweisung der ihm vorgesetzten Dienststellen den Gemeindeschreiber Johann Fuchsstadt, nachdem dieser denunziert worden war, ein Gemeindeamt ausgeübt zu haben, ohne Mitglied der NSDAP zu sein. Fuchsstadt ließ sich dazu überreden, der NSDAP beizutreten, um seinen Arbeitsplatz als Gemeindeschreiber wiederzubekommen. Im Rahmen der Entnazifizierung nach Ende des Zweiten Weltkrieges wurde Fuchsstadt auf Grund seiner NSDAP-Mitgliedschaft als Mitläufer eingestuft.
Am 1. Juni 1942 wurde der Jude Emil Weber unter dem Verdacht des Schwarzschlachtens verhaftet. Er starb am 29. Oktober 1942 im Alter von 56 Jahren im Nürnberger Strafgefängnis; die Ursache seines Todes ist unbekannt. Sein Leichnam wies Spuren von Misshandlungen auf.
Am 3. April 1945 wurden die Winkelser Bürgerinnen Resi Geis und Elisabeth Fuchsstadt Augenzeugen der Hinrichtung eines jungen Soldaten durch das Standgericht Hauptmann Helm auf dem Grundstück Kapellenstraße 37. Bei dem in Münnerstadt verhafteten Soldaten handelte es sich um Alois Siebenborn aus Friesdorf bei Godesbern. Ihm wurde die Plünderung Bombengeschädigter vorgeworfen. Sein Leichnam hing zwei bis drei Tage an der Hinrichtungsstätte, bis ihn ein Unbekannter an Ort und Stelle bestattete. Anlass für seine Verhaftung und Hinrichtung war – so die mündliche Überlieferung – der Diebstahl einer Schachtel Zigaretten.
Am Ende des Zweiten Weltkrieges hat Winkels 12 Vermisste und 14 Gefallene zu beklagen. Direkt neben der St.–Bonifatius–Kirche wurde ein Denkmal für die aus Winkels stammenden Opfer des Ersten und des Zweiten Weltkrieges errichtet.

### Winkels nach 1945
Ein Fragebogen zur Entnazifizierung ergab am 5. März 1946, dass etwa 150 Winkelser Bürger eine NS-Vergangenheit aufwiesen; unter ihnen befanden sich 51 ehemalige NSDAP-Mitglieder. Alle Betroffenen, zu denen auch Bürgermeister Hermann Albert gehörte, blieben vor schwerwiegenden Folgen wie einer Haftstrafe verschont.
Nachdem am 14. November 1945 die amerikanische Militärregierung den Turnverein Vater Jahn für aufgelöst erklärt hatte, entstand am 27. April 1946 der Turn- und Sportverein Winkels. Vielen bewährten Mitgliedern der Vergangenheit wurde im Rahmen der Entnazifizierung eine Teilnahme am Vereinsleben untersagt. Im Jahr 1949 benannte sich der Verein wieder in Vater Jahn um. Am 26. Januar 1952 überreichte der Gauvertreter, Rhönturnvater Leonhard Müller, dem Turnverein eine aufwändig gestaltete Vereinschronik. Darin wurde das Winkelser Bestreben nach Unabhängigkeit von Bad Kissingen betont.
Am 1. Oktober 1953 wurde das Wasserversorgungsnetz von Winkels an den Zweckverband der Rhön-Maintalwasserversorgung angeschlossen.
Am 22. November 1956 erfuhr das von Bad Kissingen im Zusammenhang mit dem Anschluss an die Kläranlage gemachte Angebot zur „Einverleibung“ von Winkels eine einstimmige Ablehnung durch den Winkelser Gemeinderat.
Eine Bereinigung des Ortsrechts am 8. Januar 1959 setzte alle vor dem 1. Januar 1957 beschlossenen ortspolizeilichen Vorschriften und örtlichen Strafvorschriften sowie die bewehrten und nicht bewehrten Satzungen außer Kraft.
Im Jahr 1963 weilte Bundespräsident Heinrich Lübke mit seiner Ehefrau zur Kur in Bad Kissingen; der Winkelser Bürger Heinz Weber wurde für die nächsten zehn Jahre sein Leibwächter.
Am 5. August 1965 erklärte der Bad Kissinger Oberbürgermeister Hans Weiß den Winkelser Gemeinderäten, welche Vorteile eine Vereinigung von Winkels und Bad Kissingen mit sich bringen würde. Am 6. Dezember 1965 fassten die Winkelser Gemeinderäte einen Beschluss zur Eingemeindung, der jedoch am 19. August 1966 wieder rückgängig gemacht wurde.
Ab dem 6. September 1966 hatte Winkels keine eigene Schule mehr; die Winkelser Kinder wurden nun in der Bad Kissinger Volksschule unterrichtet.
Das Jahr 1968 gilt für Winkels als Jahr des dörflichen Umbruchs: Immer weniger Winkelser Bürger gingen einer bäuerlichen Tätigkeit nach; das Kanal- und das Straßensystem wurden umfangreich ausgebaut; immer mehr Äcker wurden als Bauplatz verkauft; der Quadratmeterpreis kostete 55 bis 65 DM und stieg innerhalb der nächsten 15 Jahre auf 300 bis 400 DM an.
Im Rahmen der bevorstehenden Gemeindegebietsreform von 1972 beriet am 14. Juli 1971 der Winkelser Gemeinderat mit Oberbürgermeister Hans Weiß, Stadtbaudirektor Robert Kreitmair und Stadtdirektor Georg Streng die Vertragsinhalte des Zusammenschlusses. Am 10. Oktober 1971 hatte eine Probeabstimmung ein Ergebnis von sieben zu zwei zugunsten einer Eingliederung. Mit demselben Ergebnis sprach sich der Gemeinderat am 3. Dezember 1971 für eine Eingemeindung von Winkels nach Bad Kissingen zum 1. Juli 1972 aus; die letzte Sitzung des Winkelser Gemeinderates fand am 30. Juni 1972 statt.

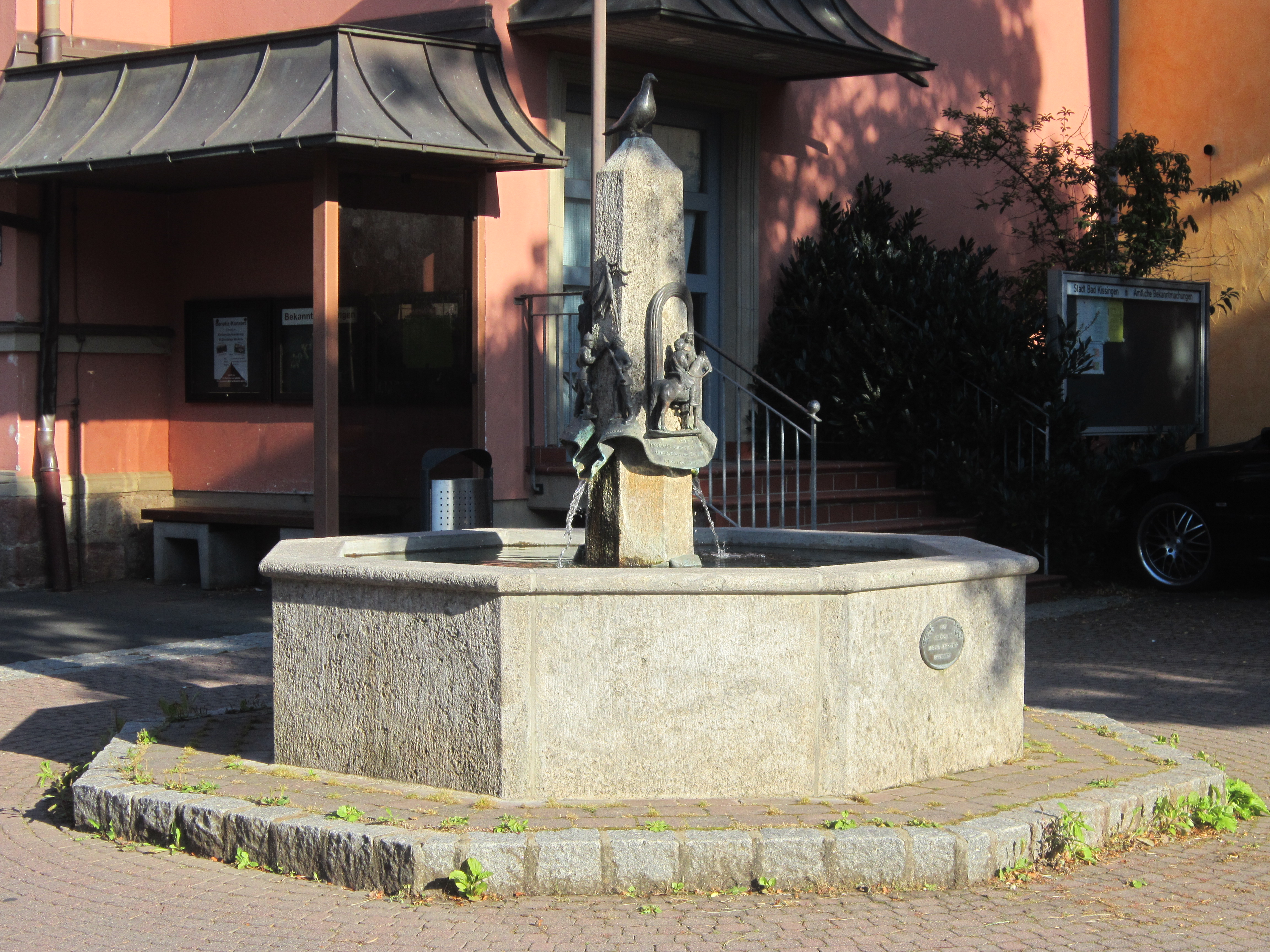
Dorfbrunnen

Die Winkelser selbst standen der Eingemeindung skeptisch gegenüber; man befürchtete eine Gefährdung des Wohlstand im Ort. Doch konnten sich durch die Eingemeindung Gewerbe und Industrie ansiedeln sowie Wohnbauten errichtet werden; Winkels hätte die dafür nötigen Investitionen nicht alleine bewältigen können. Inzwischen ist die Eingemeindung in Winkels allgemein akzeptiert.
Im Rahmen der 750-Jahr-Feier im Jahr 1997 entstand im Zentrum von Winkels ein Dorfbrunnen. An dem Brunnen sind kleine Skulpturen angebracht, die an wichtige Stationen in der Geschichte des Ortes erinnern.
Im April 2011 beschloss die in Landshut ansässige Bayerische Milchindustrie (BMI), ihre Molkereiproduktionsstätte in Winkels trotz Auslastung und schwarzer Zahlen zu schließen und die Produktion zur Niederlassung in Zapfendorf bei Bamberg zu verlegen. Neun der ursprünglich 55 Mitarbeiter nahmen das Angebot an, in Zapfendorf weiterzuarbeiten; für drei weitere Arbeitskräfte konnte eine Vorruhestandsregelung gefunden werden. Im September 2012 wurde mit dem 31. Oktober 2012 der Zeitpunkt für die Schließung bestimmt. Die Produktion in der Winkelser Anlage wurde dann aber kurzfristig verlängert und erst Ende November geschlossen. Grund dafür waren Verzögerungen in der Anlage des Molkereibetriebs in Zapfendorf.

## Bevölkerungsentwicklung
| Jahr      | Einwohner |
| --------- | --------- |
| 1500      | 180       |
| 1525      | 120       |
| 1568      | 65        |
| 1618–1648 | 70        |
| 1700      | 95        |
| 1796      | 128       |
| 1802      | 130       |
| 1810      | 128       |
| 1815      | 135       |
| 1830      | 169       |
| 1848      | ca. 180   |

| Jahr    | Einwohner |
| ------- | --------- |
| 1852    | 214       |
| 1855    | 211       |
| 1866    | 261       |
| 1870/71 | 262       |
| 1875    | 270       |
| 1880    | 325       |
| 1885    | 377       |
| 1890    | 408       |
| 1895    | 297       |
| 1900    | 325       |
| 1902    | 320       |

| Jahr      | Einwohner |
| --------- | --------- |
| 1914–1918 | 310       |
| 1919      | 333       |
| 1928      | 406       |
| 1933      | 485       |
| 1935      | 495       |
| 1939–1945 | 507       |
| 1946      | 660       |
| 1948      | 528       |
| 1950      | 656       |
| 1955      | 657       |
| 1960      | 699       |

| Jahr           | Einwohner |
| -------------- | --------- |
| 1965           | 681       |
| 1970           | 800       |
| 1972           | 872       |
| 1975           | 1100      |
| 1980           | 1319      |
| 1985           | 1426      |
| 1. Januar 2014 | 1.327     |
| 1. Januar 2021 | 1.321     |
| 30. Juni 2023  | 1.313     |

## Bauwerke

### Zoller-Gedenkstein

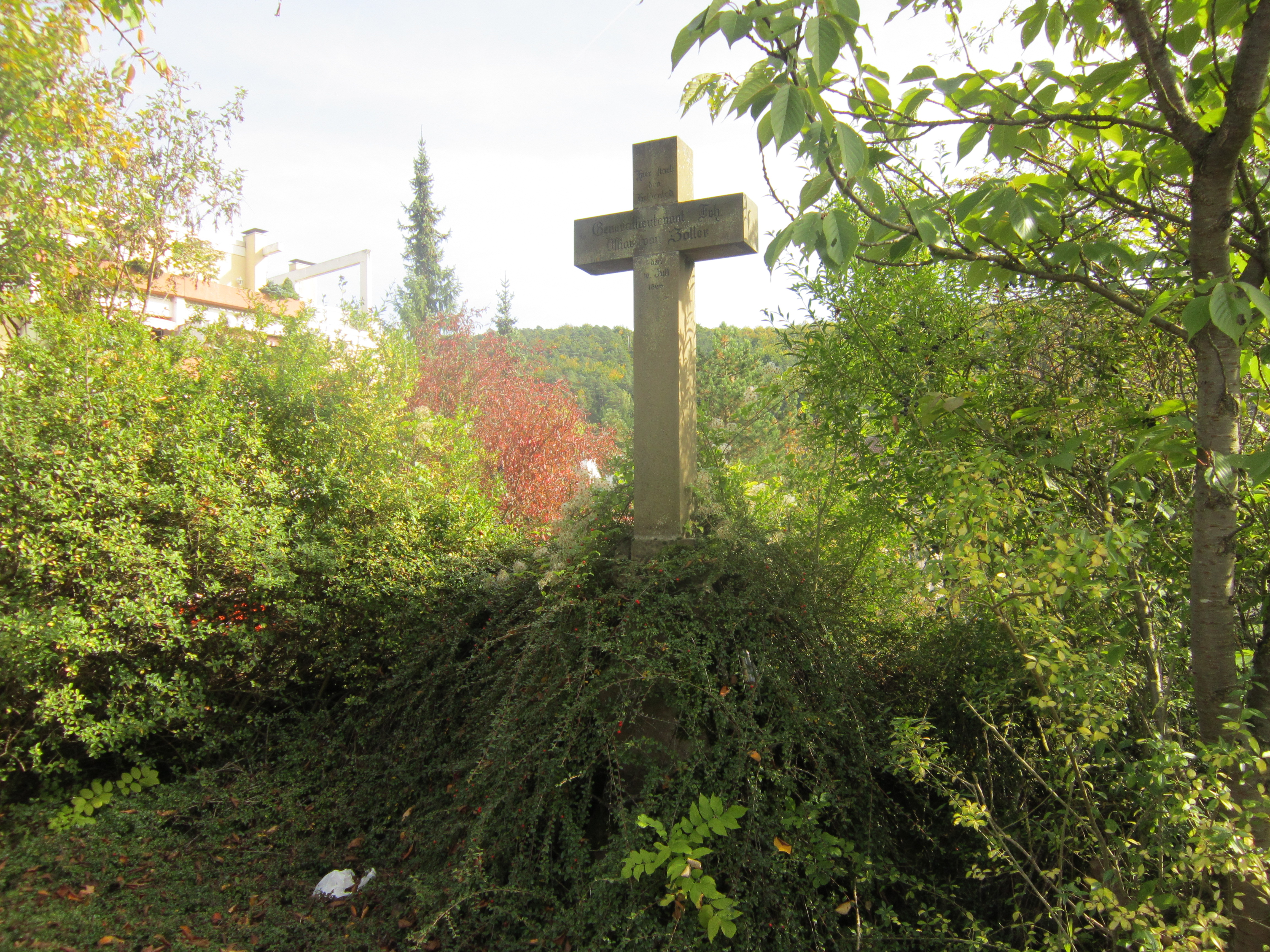
Zoller-Gedenkstein in der Münnerstädter Straße.

Der Zoller-Gedenkstein wurde zu Ehren des königlich bayerischen Generalleutnants Oskar von Zoller errichtet, der in der Schlacht bei Kissingen am 10. Juli 1866 im Rahmen des Deutschen Krieges gefallen war.
Die bayerische Königin Marie, geborene Prinzessin von Preußen, zeigte sich besonders betroffen von Zollers Schicksal und gab bei Bildhauer Michael Arnold ein Denkmal für Zoller in Auftrag. Nachdem Arnolds Vorschlag einer zerbrochene Säulen als Zoller-Gedenkstein abgelehnt worden war, fand ein Alternativentwurf vom Oktober 1866 mit einem Kreuz auf einem Felsen die Zustimmung der Königin.
Nachdem auf dringenden Wunsch der Königin Zollers genauer Todesort bestimmt werden konnte, wurde das Denkmal am 17. November 1866 eingeweiht; Michael Arnold erhielt ein Honorar in Höhe von 130 Gulden.

### Gefallenendenkmal
Im Jahr 1867 wurde das am heutigen Ortsausgang Richtung Nüdlingen befindliche Gefallenendenkmal, vermutlich vom Bildhauer Michael Arnold, angefertigt. In der Grabanlage sind Soldaten des 19. Posener Infanterieregiments bestattet.

### St.-Bonifatius-Kirche

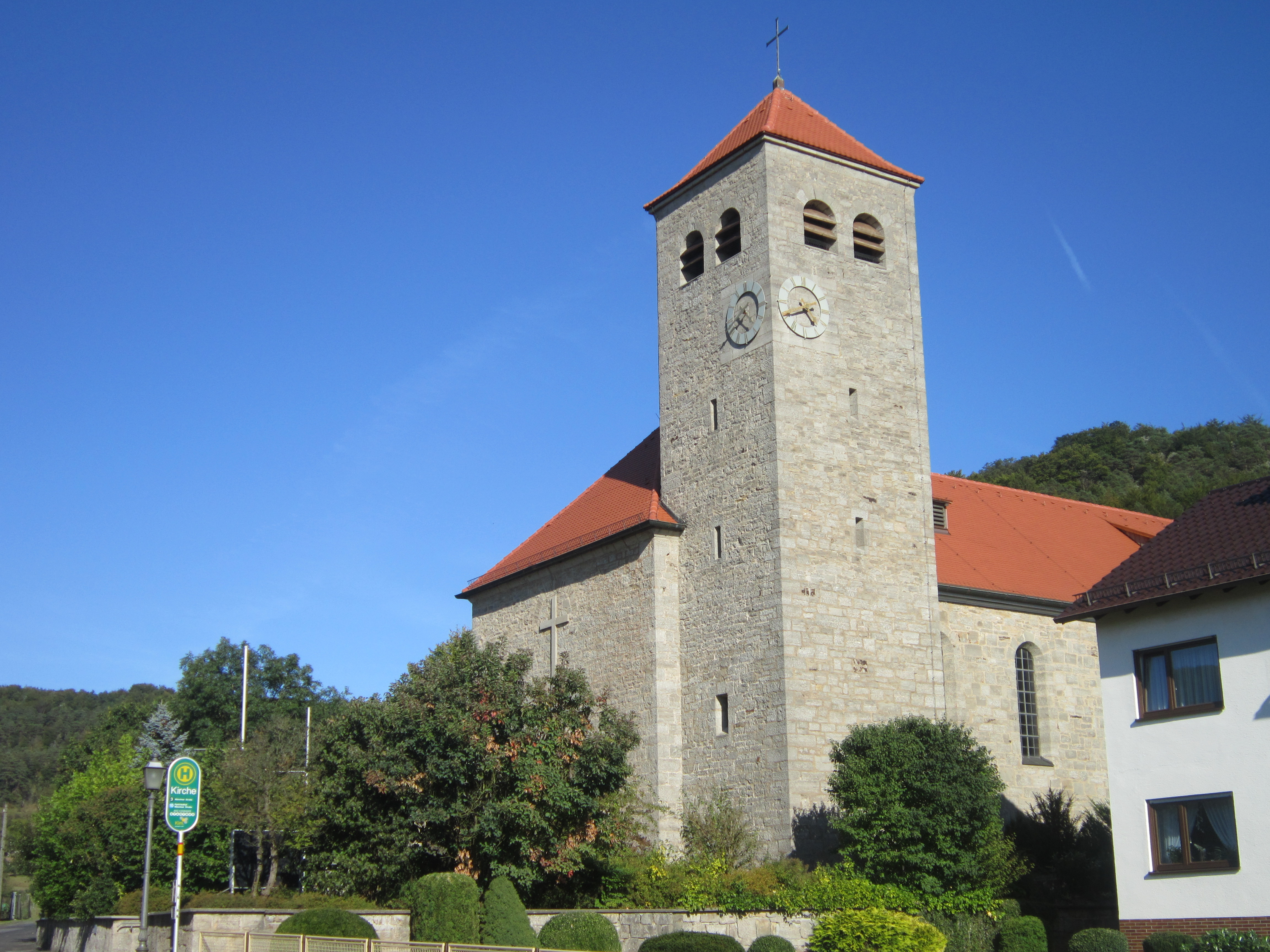
St.-Bonifatius-Kirche

Die Initiative zum Bau der St.-Bonifatius-Kirche nach einer Grundrissskizze des Architekten Carl Krampf ging vom Winkelser Kaplan Pater Franz Denner aus. Der Bau wurde durch einen Kirchenbaufonds, dem der Bauer Johann Metz im Jahre 1894 seinen gesamten Grundbesitz vermacht hatte, finanziert.
Die Grundsteinlegung für die nach Bauplänen von Eugen Altendörfer aus Würzburg errichtete Kirche fand am 25. April 1937 statt; sie wurde am 12. Dezember 1937 von Bischof Matthias Ehrenfried eingeweiht. Am 26. Mai 1947 entstand auf Initiative der Bad Kissinger Kirchenverwaltung die Filialkirchenstiftung St. Bonifatius mit einem Startkapital von 1000 RM.
Direkt neben der Kirche befindet sich ein Gedenkmal für die Opfer des Ersten und des Zweiten Weltkrieges. Auf Tafeln an dem Denkmal sind die Namen der Winkelser Opfer der Weltkriege vermerkt.
Von Juni bis Oktober 2011 fanden Sanierungsarbeiten am Dach der Kirche statt.

## Persönlichkeiten

### Bürgermeister
| Name                            | Amtszeit  |
| ------------------------------- | --------- |
| Simon Reuß, Schultheiß          | 1820      |
| Johann Zwirlein                 | 1845      |
| Johann Borst                    | 1863–1869 |
| Josef Behr                      | 1870–1875 |
| Johann Metz                     | 1876–1881 |
| Georg Adam Zwirlein             | 1882–1900 |
| Johann Hippler                  | 1901–1905 |
| Georg Werner                    | 1906–1911 |
| Johann Zwirlein                 | 1912–1923 |
| Josef Bünner                    | 1924–1932 |
| Hermann Albert                  | 1933–1945 |
| Gemeindewahl am 27. Januar 1946 |           |
| Rudolf Zwirlein                 | 1946–1951 |
| Edmund Bünner                   | 1952–1966 |
| Franz Karbacher                 | 1967–1972 |

### Ehrenbürger
- Anton Kaspar Wirsing, (* 26. Oktober 1862, † 4. Februar 1946). Anton Kaspar Wirsing und seine Ehefrau Anna Wirsing (geb. Götting, * 14. April 1870, † 29. Juni 1943)[78] leiteten den Kurbetrieb Haus Wirsing und stifteten ihr Vermögen kirchlichen und karitativen Zwecken; das Ehepaar Wirsing ist auf dem Bad Kissinger Kapellenfriedhof bestattet.